# Jewgienij Salejew
Jewgienij Siergiejewicz Salejew (ros. Евгений Сергеевич Салеев; ur. 19 stycznia 1989 roku w Sarańsku) – rosyjski zapaśnik walczący w stylu klasycznym. Triumfator igrzysk europejskich w 2015. Wicemistrz świata w 2014 i ósmy w 2015. Piąty na mistrzostwach Europy w 2016. Wicemistrz igrzysk wojskowych w 2015 i trzeci w 2019. Wojskowy mistrz świata w 2016 i drugi w 2017. Pierwszy w Pucharze Świata w 2017 i drugi w 2014 i 2015. Mistrz Rosji w 2015; drugi w 2017, a trzeci w 2013 i 2014 roku.